# ニンテンドー3DSカメラ
ニンテンドー3DSカメラ（ニンテンドースリーディーエスカメラ）とは、任天堂の携帯型ゲーム機、ニンテンドー3DS（以下、3DS）に搭載されている内蔵ソフトウェアである。

## 概要
3DS本体に内蔵されているカメラを利用して写真を撮って遊ぶための機能。本体の外側には2つのカメラが搭載されているため、3D写真を撮ることができる（内側カメラで撮った場合は2Dのみ）。『Ver.3.0.0-5J』（2011年12月7日更新分）以降は、新たに3D動画（1本につき10分まで）も撮影することができるようになった（ただし動画は本体保存メモリには保存できず、必ずSDカードが挿入されている必要がある）。
撮った画像は2D写真はJPEGファイル、3DデータはMPOファイル、動画はAVIファイルとして保存される。保存先は本体内蔵メモリとSDカードの両方を選ぶことができる。ニンテンドーDSiカメラ同様に写真にラクガキをすることができるが、その際3D写真も2D表示になる。
DSiカメラと異なり、3DSで撮った写真以外の画像もMPO、JPEGに限り表示可能である。また、他の3DS用ソフトで作成したQRコードや画像ファイル、本体内蔵のインターネットブラウザーで保存した画像などもここに表示される。
撮影した写真は、本体内蔵のインターネットブラウザーから直接アップローダー等にアップロードすることができる。その際、3Dデータも同時にアップロードされるため、他の3DSからも3D表示できる。
なお、このソフトウェアを起動させなくても、HOMEメニューでL+Rボタン(以前は片方でも起動した)を押せばカメラモードが起動し、即座に写真を撮ることができる。『Ver.3.0.0-5J』以降はここでQRコードも読み取れるようになった（読み取るとインターネットブラウザーが開く）。しかし、撮影した写真を閲覧したり、後述の様々な撮影機能を使って撮る場合は、本ソフトウェアを起動させる必要がある。
3DS本体の引っ越し機能を利用することにより、DSiで撮影した写真も3DSでそのまま使うことができるが、その際3DSの本体保存メモリに保存されていた写真は上書きされる形で消去されてしまうため、一旦SDカードにコピーしてバックアップする必要がある。
ニンテンドー2DS、Newニンテンドー2DS LLでは、3D写真・動画を撮影することは可能だが、2DS、New 2DS LL本体では3D映像を表示できない。

## 様々な撮影機能
以下のような様々な撮影機能を使って写真や動画を撮ることができる。いくつかの撮影機能はニンテンドーDSiカメラから引き継がれず、削除された。
| 機能名           | 機能の詳細説明 |
| ---------------- | --- |
| キラキラカメラ   | 息を吹きかけると、花や紙吹雪やシャボン玉といったいろいろな効果が表示される。                                                              |
| 合体カメラ       | 外側カメラで写した人の顔と、内側カメラで写した人の顔を合成することができる。 この機能のみ、HOMEメニューのカメラモードにも搭載されている。 |
| 白昼夢カメラ     | その名の通り白昼夢のような幻想的な写真を撮ることができる。                                                                                |
| 暗いときカメラ   | 暗所での撮影に適しているモード。 |
| ピンホールカメラ | 小さな穴から覗いたように、画面の真ん中は明るく、周りは暗く写す。                                                                          |
| 不思議カメラ     | 実際に撮影するまでどうなるかわからないモード。                                                                                            |

| 機能名       | 機能の詳細説明                                          |
| ------------ | ------------------------------------------------------- |
| コマ撮り     | 1コマずつ撮影してストップモーションアニメを作るモード。 |
| いいとこ撮り | 好きなシーンをつなげて撮影できるモード。                |